# Handarbeit, Hauswirtschaft und Turnen
Handarbeit, Hauswirtschaft und Turnen, oder kurz HHT war ein früherer Ausbildungsbereich für Lehrerinnen in Baden-Württemberg. 

## Ausbildung
HHT-Lehrerinnen erhielten die Lehrbefähigung für Handarbeiten, Hauswirtschaft und Turnen an Grund-, Haupt-, Real- und Sonderschulen. Die Ausbildung erfolgte an sogenannten Hauswirtschaftlichen Seminaren bis Mitte der 70er Jahre. Zwischenzeitlich wurde der Ausbildungsgang zur HHT-Lehrerin durch die geschlechtsneutrale Ausbildung zum Fachlehrer für musisch-technische Fächer an den pädagogischen Fachseminaren, oder durch das Lehramtsstudium an den Pädagogischen Hochschulen abgelöst. Die Fachbezeichnungen sind heute Textiles Werken an Grundschulen, Hauswirtschaft/Textiles Werken (kurz HTW) an Haupt- und Sonderschulen. Mit Beginn des Schuljahres 1994/95 entstand an baden-württembergischen Realschulen aus HTW das neue Fach Mensch und Umwelt (kurz MUM). Mit Schaffung von Gemeinschaftsschulen und der Einführung des Bildungsplans 2016 wurde das Fach erneut umbenannt in AES (Alltagskultur, Ernährung, Soziales). Für alle Schularten ist Sport die heutige Fachbezeichnung für Turnen. Lehrerinnen die den Ausbildungsgang Handarbeit, Hauswirtschaft und Turnen absolvierten werden auch heute noch als HHT-Lehrerinnen bezeichnet, unterrichten aber an den jeweiligen Schularten in den genannten Fächern mit der heutigen, modernen Fachbezeichnung. Nach Ausbildungsende und Vorbereitungsdienst fand die Anstellung und Verbeamtung in der Regel als Hauptlehrerin HHT und nach Beförderung als Oberlehrerin HHT statt.

## Sonderstellung BW
Auch in den meisten anderen deutschen Bundesländern werden Schüler an allgemeinbildenden Schulen in Hauswirtschaft und Textilem Werken unterrichtet. Jedoch war die Bezeichnung HHT-Lehrerin und der entsprechende Ausbildungsgang Handarbeit (heute Textiles Werken) und Hauswirtschaft in festgelegter Kombination mit Turnen (heute Sport) spezifisch für Baden-Württemberg. Darüber hinaus sind die Inhalte des Unterrichts in Hauswirtschaft/Textiles Werken in einigen Bundesländern oft Teil des Faches Arbeitslehre (welches in Baden-Württemberg in dieser Form lediglich an integrierten Gesamtschulen tertialweise in Hauswirtschaft, Technik und Wirtschaft unterrichtet wird). Auch finden Bezeichnungen wie: Hauswirtschaft, Fachpraxis Hauswirtschaft, Textiles Gestalten und Textilarbeit in anderen Bundesländern Verwendung.